# Alchornea cordifolia
Espèce
Alchornea cordifolia est une espèce de plantes à fleurs de la famille des Euphorbiaceae. On la rencontre dans des forêts ombrophiles ou des galeries forestières de l'Afrique tropicale, souvent aussi le long de rivières. C'est généralement une plante pionnière. Elle est utilisée en médecine traditionnelle africaine, où elle est connue sous le nom de djeka.

## Description

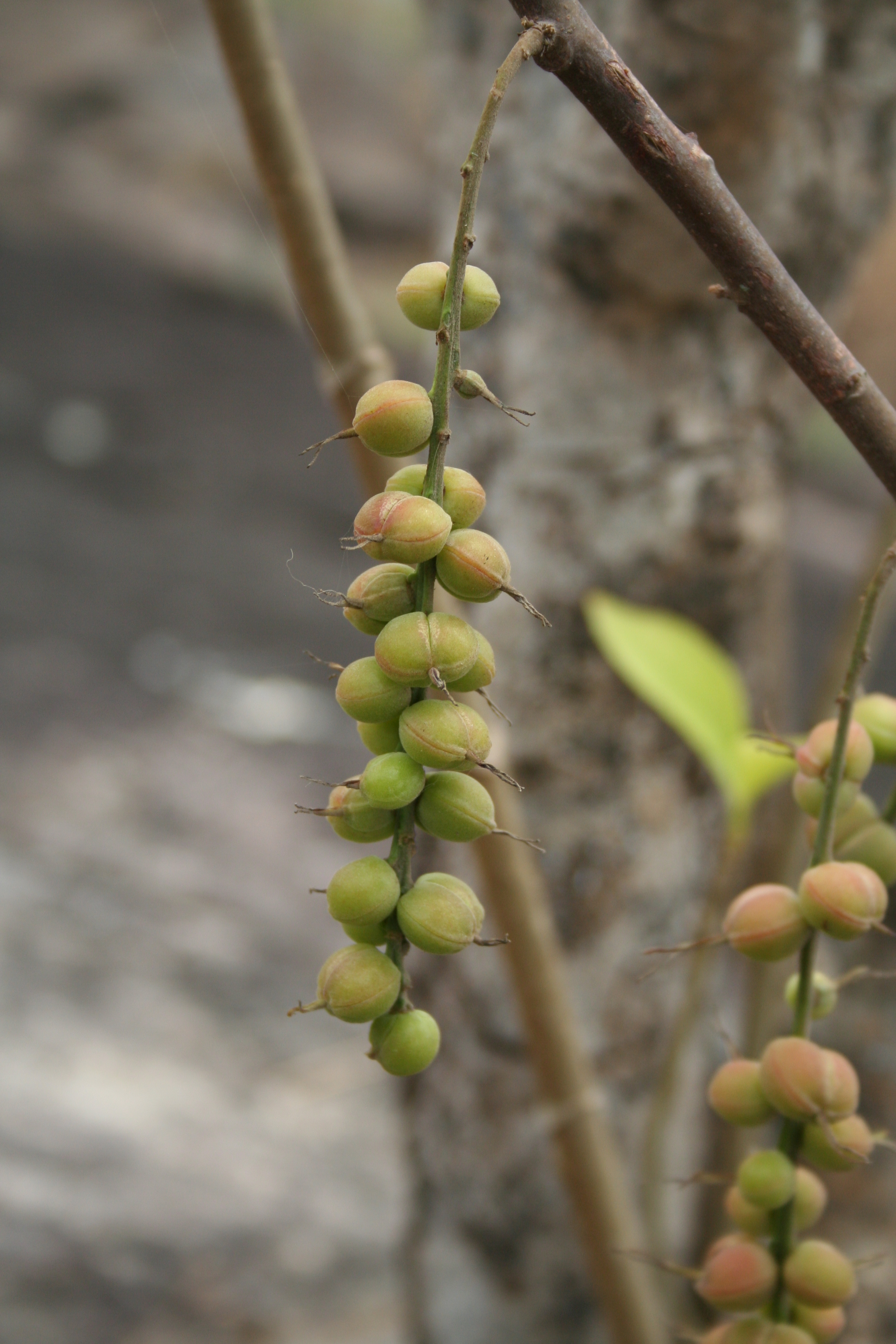
Fruits.

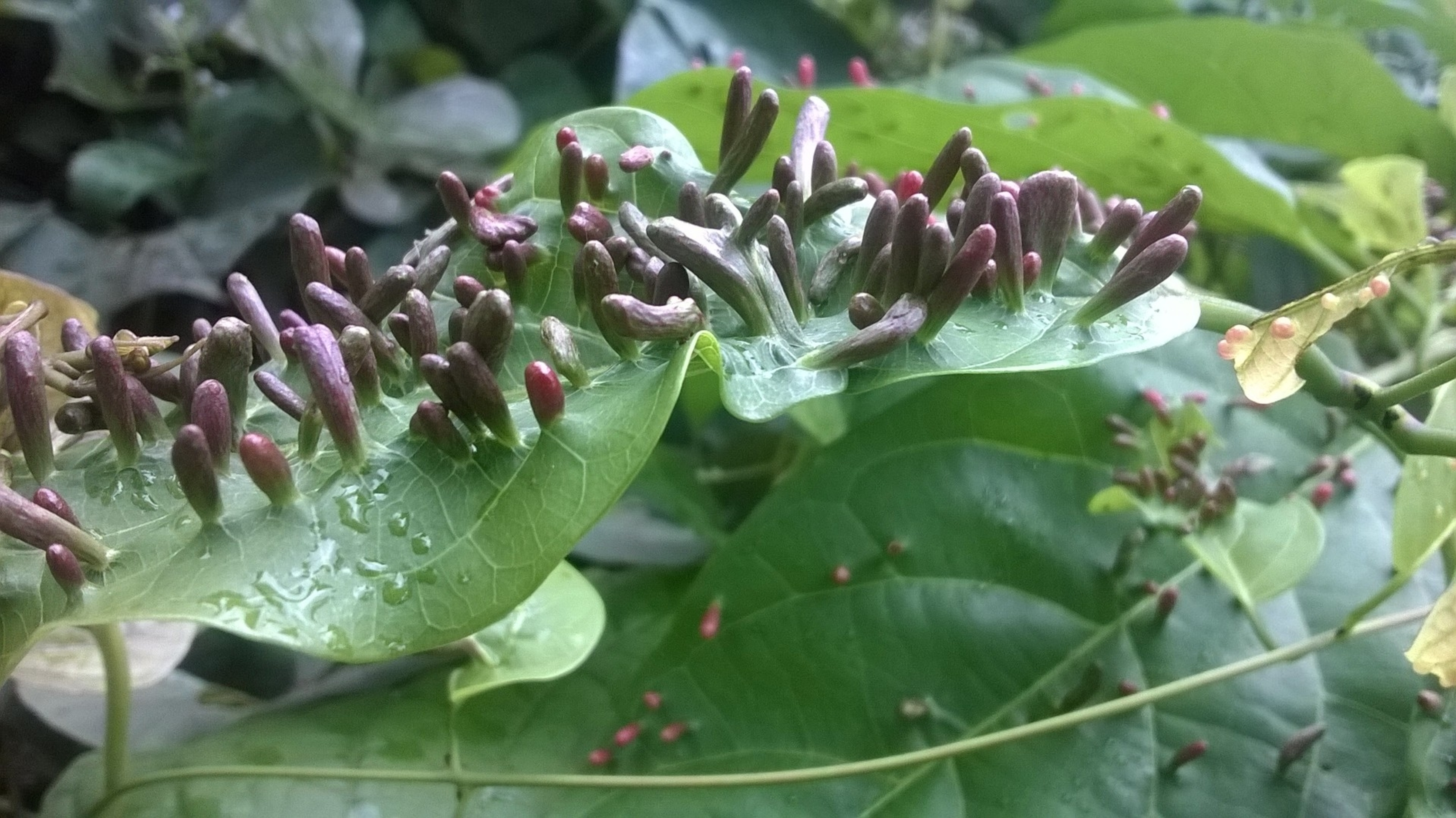
Plante d'Alchornea infesté de gale.

C'est un arbuste pouvant atteindre quelques mètres de haut avec de nombreuses branches depuis la base, dressées, évasées, parfois retombantes selon l'endroit où la plante pousse. Feuilles à bord souvent dentés avec un long pétiole.
Les fleurs femelles sont très petites, en grappes pendantes sur les branches ou le tronc, de couleur verdâtre, tandis que les mâles sont en panicules axillaires pouvant atteindre 20 cm de long. Les fruits sont petits, capsulaires à deux loges subsphériques, couverts de fins poils étoilés, légèrement aplatis avec deux très longs styles persistants pouvant atteindre 7 cm de long.

## Synonymes
Alchornea cordata Benth, Schousboea cordifolia Schum. et Thonn

## Composition chimique
- Feuille: flavoïdes, tanins, coumarines, acides aminés, stéroïdes, triterpénoïdes, Mn, Co, Cu, Fe[3].
- Écorces de racines: tanins, terpénoïdes, stérols, traces d’alcaloïdes.
- Graines: huile à acides gras époxydes.